# 巴布赛瓜参
巴布赛瓜参（学名：Thyone papuensis）为沙鸡子科赛瓜参属的动物。分布于托列斯海峡、澳大利亚、斯里兰卡以及中国大陆的山东、黄海南部沿岸、香港、北部湾沿岸等地，多见于水深14-58米的泥沙底。该物种的模式产地在托列斯海峡。